# 515
515（五百十五、ごひゃくじゅうご）は自然数、また整数において、514の次で516の前の数である。

## 性質
- 515は合成数であり、約数は 1, 5, 103, 515 である。
  - 約数の和は624。
- 61番目の回文数である。1つ前は505、次は525。
  - 回文数において各位の和も回文数になる39番目の数である。1つ前は434、次は787。（オンライン整数列大辞典の数列 A82208）
- 159番目の半素数である。1つ前は514、次は517。
- 各位の和が11になる46番目の数である。1つ前は506、次は524。
- 515 = 12 + 152 + 172 = 52 + 72 + 212 = 112 + 132 + 152
  - 3つの平方数の和3通りで表せる73番目の数である。1つ前は507、次は517。(オンライン整数列大辞典の数列 A025323)
  - 異なる3つの平方数の和3通りで表せる49番目の数である。1つ前は514、次は517。(オンライン整数列大辞典の数列 A025341)
- 515 = 13 + 13 + 13 + 83
  - 4つの正の数の立方数の和で表せる129番目の数である。1つ前は504、次は522。(オンライン整数列大辞典の数列 A003327)
  - 515 = 83 + 3
    - n = 3 のときの 8n + n の値とみたとき1つ前は66、次は4100。(オンライン整数列大辞典の数列 A226201)
- n = 5 のときの n と 3n を並べてできる数である。1つ前は412、次は618。(オンライン整数列大辞典の数列 A019551)

## その他 515 に関連すること
- 西暦515年
- 紀元前515年
- 五・一五事件